# 鉾土山
鉾土山（ほこつちやま）は、大分県津久見市と臼杵市との境にある山である。標高380.8m。

## 概要
津久見湾の北側に延び、津久見市と臼杵市との境界を画す長目半島の稜線に連なる山群のひとつであり、長目半島で最も高い山である。津久見市側の長目地区から山頂への登山道が設けられている。
山頂は広場になっており、半島の北に臼杵湾、南に津久見湾を望む。半島の北側には、臼杵湾の先に佐賀関半島、豊予海峡を、南側には、太平洋セメント津久見工場や水晶山（石灰石山）、津久見市街地を、半島の先には、地無垢島・沖無垢島をそれぞれ一望でき、さらに、遠くは豊後水道や、佐田岬をはじめとする四国を眺望することができる。
特に、津久見市側の長目半島の目前に浮かぶ黒島、津久見湾を隔てて向かい合う四浦半島、四浦半島の先端に位置する保戸島などが織りなすリアス式海岸の景観は絶景である。
山頂には、NHK、大分放送（OBS）、テレビ大分（TOS）/大分朝日放送（OAB）の津久見中継局が設けられており、麓からもアンテナ群が視認できる。

## 津久見テレビ・FM中継局

### 地上デジタルテレビジョン放送送信設備
| リモコン 番号 | 放送局名         | チャンネル 番号 | 空中線 電力 | ERP  | 放送対象地域 | 放送区域 内世帯数 | 運用開始日     |
| ------------- | ---------------- | --------------- | ----------- | ---- | ------------ | ----------------- | -------------- |
| 1             | NHK 大分総合     | 17              | 1W          | 3.5W | 大分県       | 1万1824世帯       | 2008年 9月24日 |
| 2             | NHK 大分教育     | 30              | 1W          | 3.5W | 全国         | 1万1824世帯       | 2008年 9月24日 |
| 3             | OBS 大分放送     | 40              | 1W          | 3.5W | 大分県       | 1万1824世帯       | 2008年 9月24日 |
| 4             | TOS テレビ大分   | 26              | 1W          | 3.5W | 大分県       | 1万1824世帯       | 2008年 9月24日 |
| 5             | OAB 大分朝日放送 | 18              | 1W          | 3.5W | 大分県       | 1万1824世帯       | 2008年 9月24日 |

- 2008年8月7日に予備免許交付、8月11日から9月23日まで試験放送実施、9月24日から本放送開始。

### 地上アナログテレビジョン放送送信設備
| チャンネル 番号 | 放送局名         | 空中線 電力       | ERP                | 放送対象地域 | 放送区域 内世帯数 | 運用開始日     |
| --------------- | ---------------- | ----------------- | ------------------ | ------------ | ----------------- | -------------- |
| 2               | NHK 大分教育     | 映像3W /音声750mW | 映像9.5W /音声2.4W | 大分県       | 11,546世帯        | 1963年 3月1日  |
| 6               | NHK 大分総合     | 映像3W /音声750mW | 映像8.9W /音声2.2W | 全国         | 11,546世帯        | 1963年 3月1日  |
| 10              | OBS 大分放送     | 映像3W /音声750mW | 映像8.3W /音声2.1W | 大分県       | 11,545世帯        | 1963年 3月1日  |
| 28              | OAB 大分朝日放送 | 映像10W 音声2.5W  | 映像45W /音声11W   | 大分県       | 10,072世帯        | 1993年 10月1日 |
| 37              | TOS テレビ大分   | 映像10W 音声2.5W  | 映像45W /音声11W   | 大分県       | 10,072世帯        | 1970年 4月1日  |

### FMラジオ放送送信設備
| 周波数 （MHz）         | 放送局名 | 空中線 電力 | ERP  | 放送対象地域 | 放送区域 内世帯数 | 運用開始日                     |
| ---------------------- | -------- | ----------- | ---- | ------------ | ----------------- | ------------------------------ |
| Air-radio エフエム大分 | 80.7     | 10W         | 8.5W | 大分県       | 18,670世帯        | 1990年 10月20日                |
| NHK 大分FM             | 83.8     | 10W         | 8.5W | 大分県       | 18,670世帯        | 1969年3月1日 （1968年3月17日） |

- 括弧内は実用化試験局としての運用開始日。